# Tequixtepec de Juárez
Tequixtepec de Juárez är en ort i Mexiko.   Den ligger i kommunen Coyomeapan och delstaten Puebla, i den sydöstra delen av landet, 270 km sydost om huvudstaden Mexico City. Tequixtepec de Juárez ligger 1 598 meter över havet och antalet invånare är 165.
Terrängen runt Tequixtepec de Juárez är mycket bergig, och sluttar österut. Runt Tequixtepec de Juárez är det ganska tätbefolkat, med 120 invånare per kvadratkilometer. Närmaste större samhälle är Huautla de Jiménez, 19,4 km söder om Tequixtepec de Juárez. I omgivningarna runt Tequixtepec de Juárez växer i huvudsak städsegrön lövskog.